# Viktor Berg
Viktor Berg (* 8. Oktober 1977 in Edmonton) ist ein ehemaliger kanadischer Squashspieler.

## Karriere
Viktor Berg spielte von 1996 bis 2005 auf der PSA World Tour und gewann auf dieser einen Titel. Seine höchste Platzierung in der Weltrangliste erreichte er mit Rang 44 im Juni 2003. Bei den Panamerikanischen Spielen gewann er 2003 in Santo Domingo mit der Mannschaft die Goldmedaille. Mit der kanadischen Nationalmannschaft nahm er 2003 an der Weltmeisterschaft teil. 2004 wurde er hinter Graham Ryding kanadischer Vizemeister.

## Erfolge
- Gewonnene PSA-Titel: 1
- Panamerikanische Spiele: 1 × Gold (Mannschaft 2003)
- Kanadischer Vizemeister: 2004